# Artificialisation du littoral

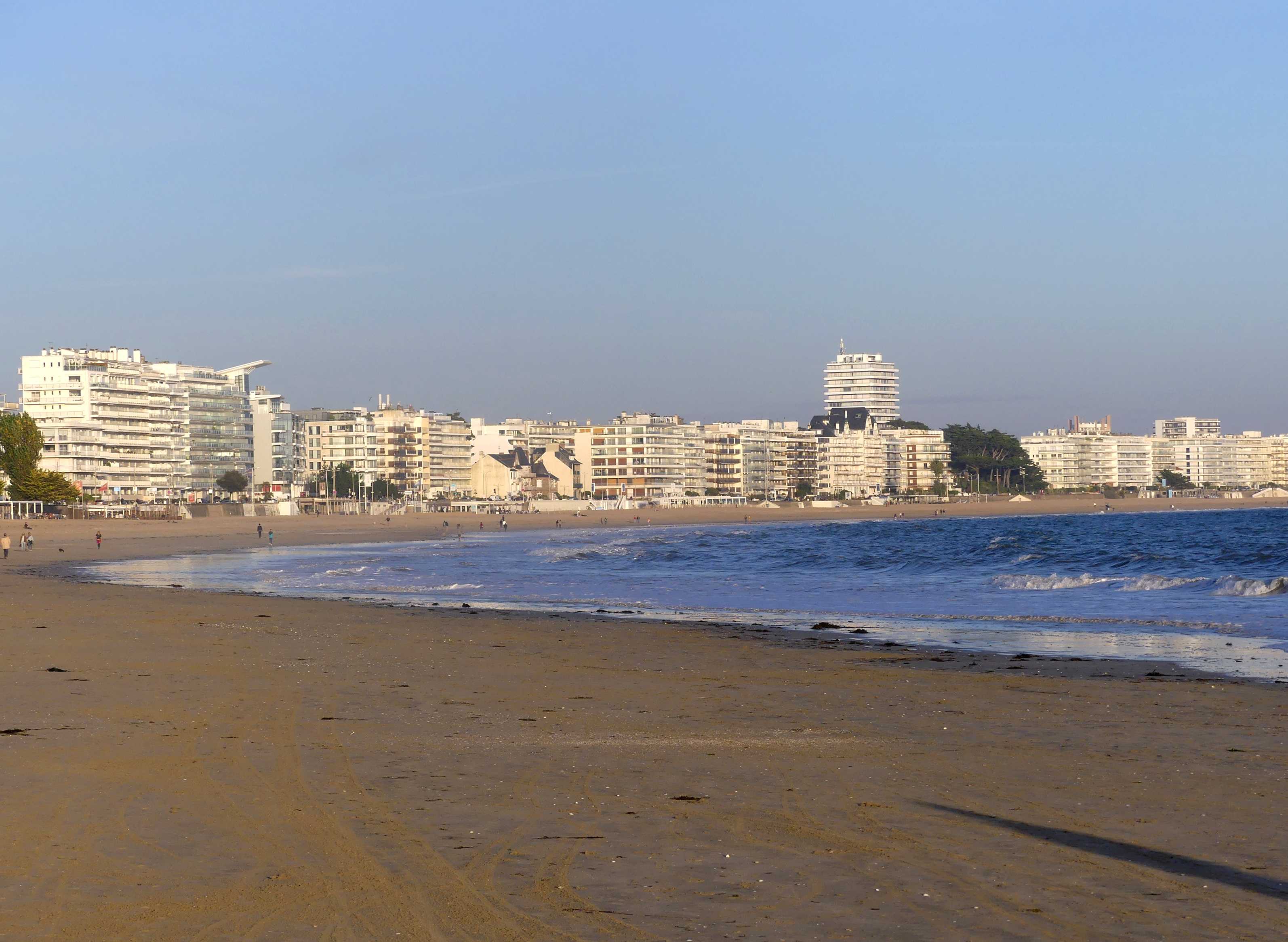
Le tourisme de masse qui se développe à La Baule à partir des années 1950-1960, induit une bétonisation du front de mer, avec une enfilade d'immeubles dévolus à l'hébergement.

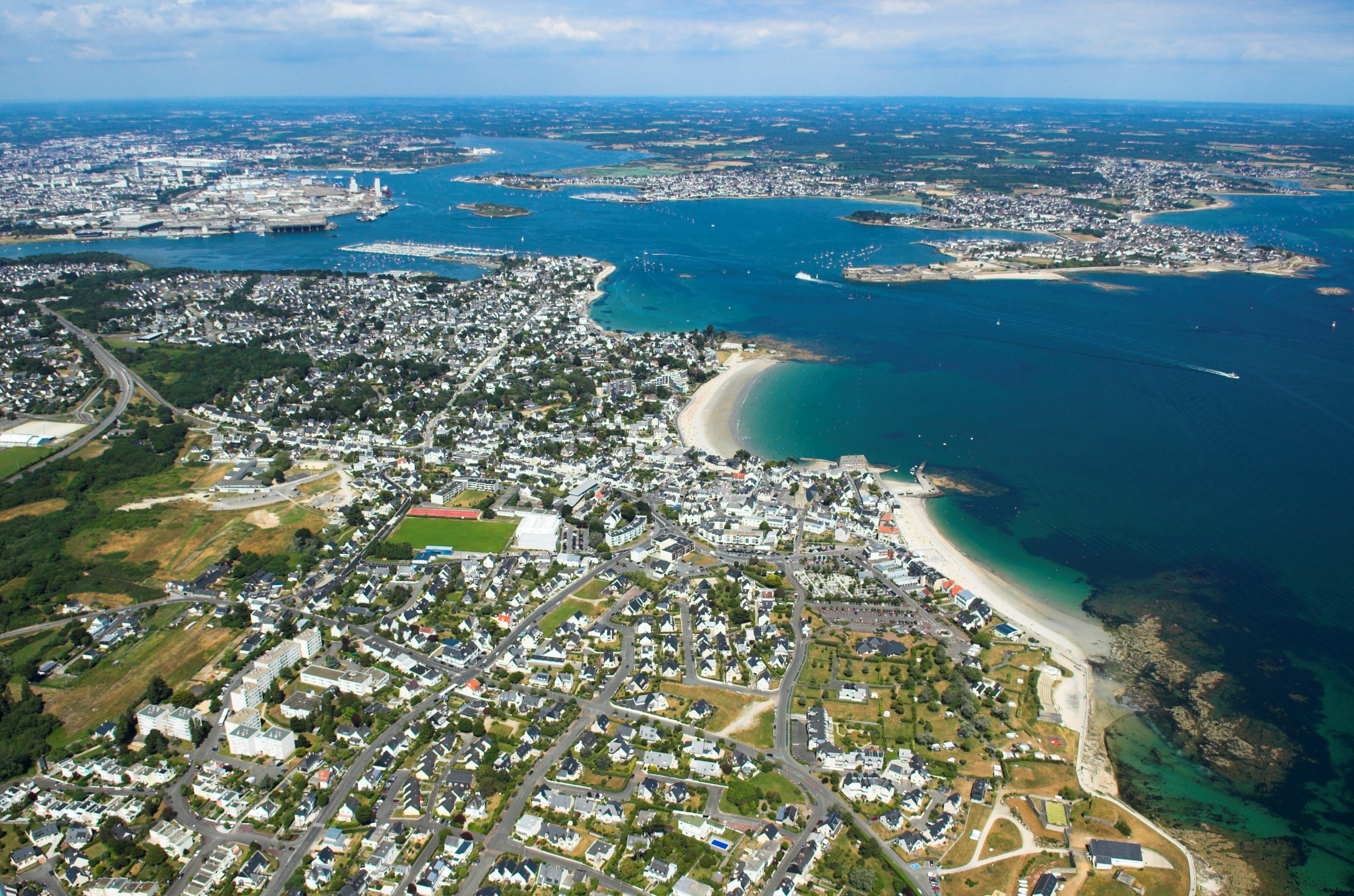
Standardisation de la côte en raison du mitage pavillonnaire.

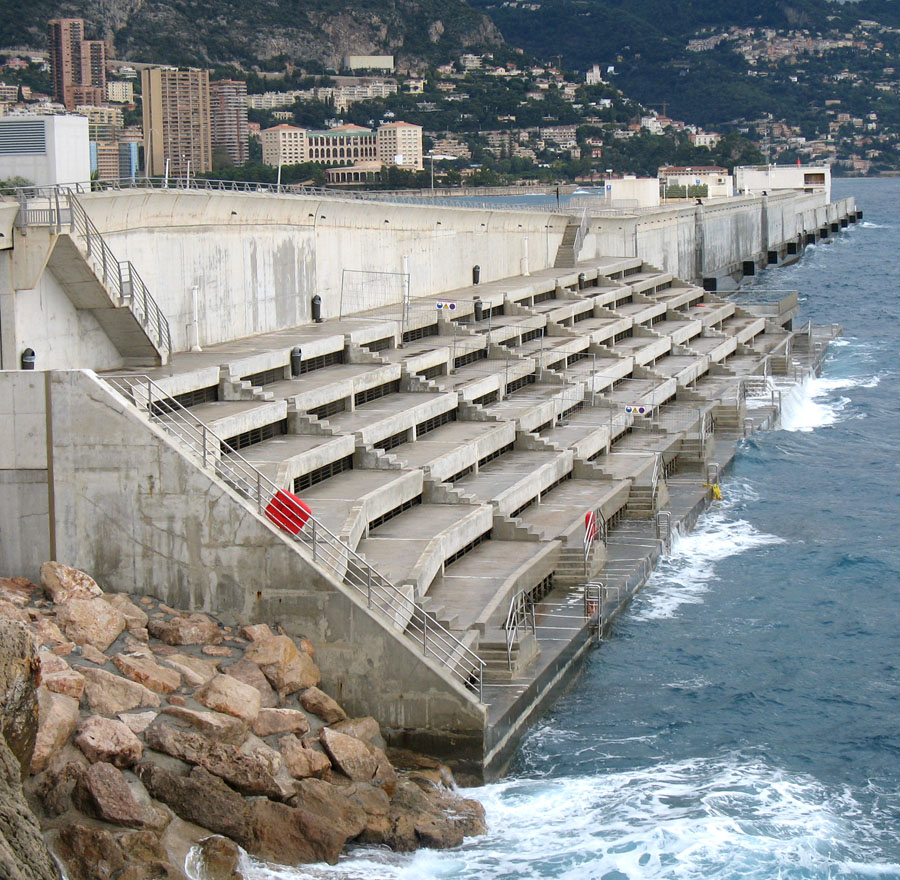
Gradins de béton formant une alternative à une plage naturelle, à Monaco.

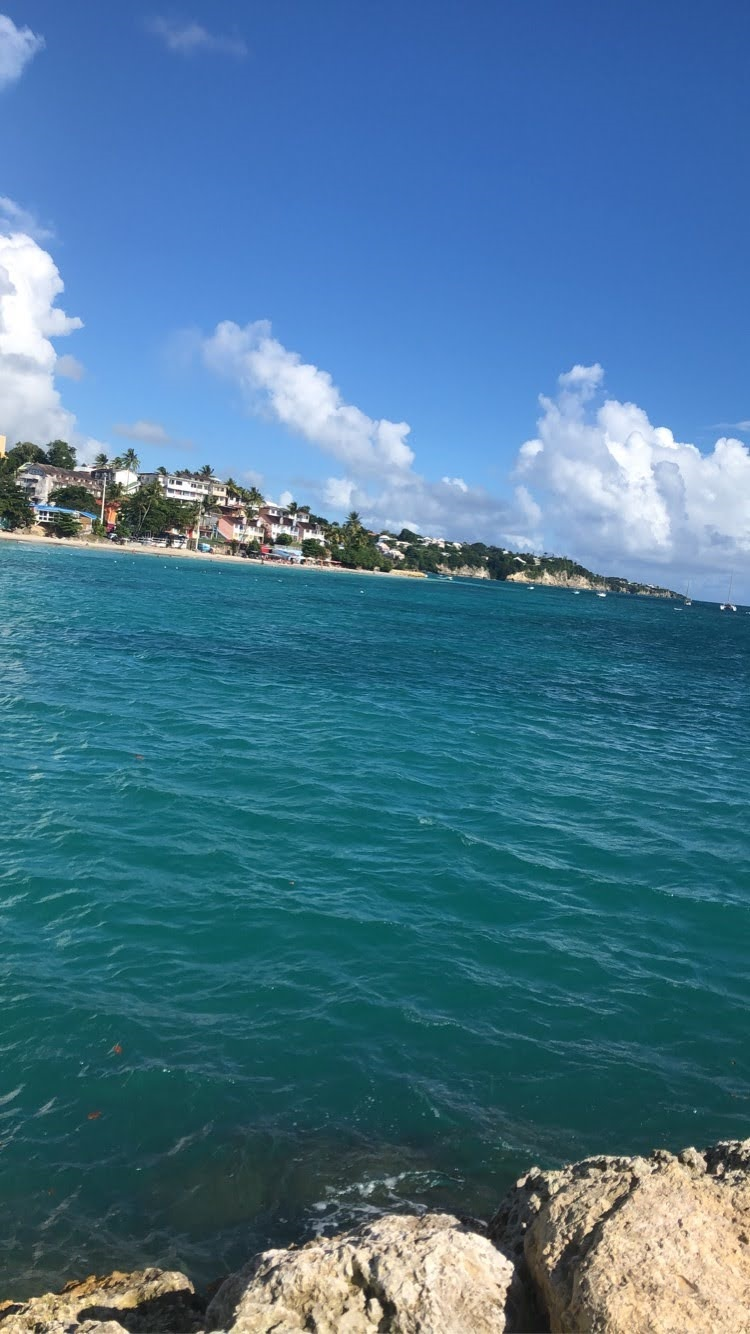
Plage de la Datcha en Guadeloupe.

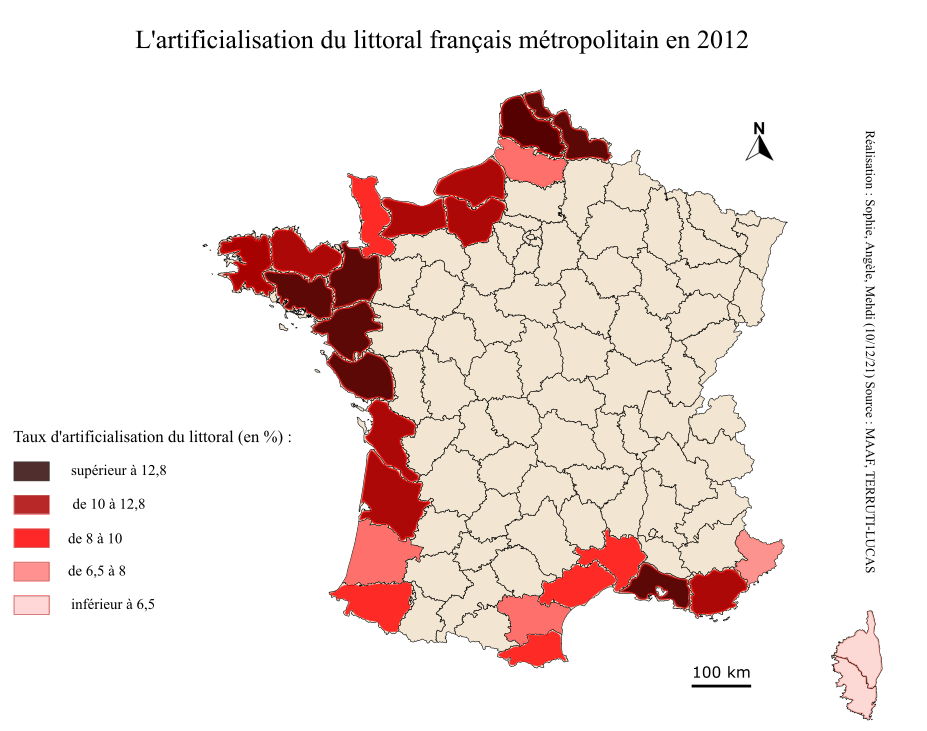
Carte de l'artificialisation des sols du littoral français métropolitain. Sur 5500 kilomètres de littoral, plus de 1000 sont urbanisés et près de 2000 kilomètres sont mités (40 % du littoral atlantique et près de 96 % du littoral des Alpes-Maritimes sont urbanisés).

L'artificialisation du littoral est l'artificialisation d'un espace littoral par la construction de bâtiments ou d'infrastructures de transport ou de loisirs. 
Elle est depuis quelques décennies en forte accélération, principalement liée à une urbanisation massive et rapide, notamment induite par le développement touristique (souvent motivé par le thalassotropisme et haliotropisme), par le développement de routes et autoroutes longeant le trait de côte, par le développement portuaire et parfois de l'agriculture ou de la sylviculture (pin des Landes en France, par exemple).

## Description
Pour décrire la minéralisation induite par les routes, parkings et construction parfois presque ininterrompue d'hôtels et d'immeubles d'habitation composés d'appartements utilisés comme résidences secondaires ou location saisonnière, à l'abri de marinas et de plages aménagées, on parle parfois de « bétonnage du littoral ». 
Les plages et les fonds marins peuvent aussi être artificialisés à la suite de la construction de digues, chenaux, ports, carrières sous-marines de sable, maerl ou gravier et accumulation de déchets diffus (au point que certains chercheurs parlent de « litière anthropogénique », dont la nanofraction est encore très mal connue, quantitativement et du point de vue de ses impacts. Les littoraux, véritables interfaces entre terres et mer, lieu de passage et de résidence, sont des espaces fragiles. 

### En France
Pour ce qui concerne le littoral français, « entre 1990 et 2000, trois fois plus de terres ont été artificialisées dans les communes littorales par rapport à la moyenne métropolitaine. Cela a concerné 0,63 % de la surface des communes littorales contre 0,22 % sur l’ensemble du territoire. La moyenne pour l’ensemble de l’Europe est de 0,26 %. Cette tendance s’est accentuée entre 2006 et 2016, comme l’illustre l’étude du Cerema sur l’évolution du nombre d’hectares consommés qui atteint, pour la majorité des communes littorales, plus de 200 hectares en moyenne (…) Un département serait consommé en moyenne tous les sept ans, en France, majoritairement sur les zones littorales et les grandes agglomérations urbaines ».

### Synonymes
L'artificialisation est souvent dénommée « bétonnage du littoral » ou « bétonnisation du littoral » par ses détracteurs.
On trouve par ailleurs de nombreux termes renvoyant à l'extension significative de l'habitat urbain dans certaines côtes spécifiques de la mer Méditerranée durant la seconde moitié du XXe siècle :
- L'azurisation ou côte d'azurisation renvoie à l'artificialisation de la Côte d'Azur, en Provence-Alpes-Côte d'Azur et plus particulièrement de la route du bord de mer.
- La cabanisation du littoral, par exemple dans le Languedoc-Roussillon[4]
- La baléarisation évoque l'urbanisation marquée de certaines îles des Baléares, notamment certains points de la côte de Majorque.
- La marbellisation concerne la station balnéaire de Marbella, en Andalousie.
- La benidormisation fait référence aux nombreux gratte-ciels de la ville de Benidorm, en Communauté valencienne
- La riminisation renvoie à celle de Rimini en Émilie-Romagne.

## Impacts
Le tourisme balnéaire s'accompagne de la multiplication des résidences secondaires en zone littorale. L'urbanisation résidentielle (centres urbains près de bord de la mer, fronts de mer bâtis en ordre continu, quartiers périurbains) et la rurbanisation littorale (villages, lotissements fréquemment qualifiés de « nouveaux villages » situés en contiguïté spatiale avec les villages anciens) s'accompagnent du développement d'un parc de résidences principales ou secondaires occupées par des citadins ou des retraités. Cette urbanisation touristique et résidentielle exacerbe les tensions foncières et immobilières sur une zone caractérisée par son espace restreint et fragmenté à l'accès,. 
Les déséquilibres économiques et sociaux induits par le phénomène de spéculation foncière et immobilière concourent à produire de la ségrégation sociale et intergénérationnelle, ainsi que de la relégation spatiale, les populations aux revenus les plus modestes n'ayant souvent pas d'autre choix résidentiel que de se replier vers l'arrière-pays littoral et dans des communes de plus en plus éloignées du front de mer, où le foncier et l'immobilier sont plus accessibles,.

## Limitations

### Dans le monde
Dans le monde, diverses législations visant notamment à protéger le patrimoine naturel et les paysages, limitent cette artificialisation, avec plus ou moins de succès[réf. souhaitée].

### En France
En France, le Conservatoire du littoral a pour vocation de limiter le bétonnage du littoral, en se portant acquéreur de terrains côtiers menacés par la progression de l'habitat dans le voisinage. Les sites et paysages classés y contribuent aussi, de même que la Loi littoral.
Au début du XXIe siècle, le littoral compte encore parmi les zones de France où l'artificialisation progresse rapidement, malgré la Loi littoral.
En 2018, le nouveau plan Biodiversité proposé par le ministre de la Transition écologique et solidaire Nicolas Hulot a notamment un objectif « zéro artificialisation nette » basé sur la compensation avec : pour chaque mètre carré consommé, un mètre carré d'espaces naturels devrait être créé (éventuellement dans le cadre d'aménagements de type toitures terrasses végétalisées) pour selon le ministre : « Sortir de la logique des projets démesurés », « sanctuariser les terres agricoles », « désartificialiser les sols », etc. Le ministre attend aussi « de la transparence de la part des collectivités : qu'elles communiquent leur dynamique d'artificialisation ».